# William Lehman
William Lehman (ur. 20 grudnia 1901 w Saint Louis, zm. styczeń 1979 tamże) – amerykański piłkarz, reprezentant kraju, grający na pozycji pomocnika.

## Kariera piłkarska
Lehman rozpoczął karierę zawodową w 1928 w drużynie Wellstones. Rok później dołączył do Stix, Baer and Fuller F.C. Wraz z zespołem sięgnął po National Challenge Cup w latach 1933, 1934, 1935. Dotarł także trzykrotnie do finału tych rozgrywek w latach 1932, 1936, 1937. Dodatkowo trzy razy wygrał League Championship w sezonach 1933, 1934, 1935. Lehman odszedł z drużyny w 1938, po czym zakończył karierę piłkarską. 
Lehman jedyny mecz w reprezentacji USA rozegrał 24 maja 1934. Przeciwnikiem był Meksyk, a mecz zakończył się zwycięstwem Amerykanów 4:2. 
Lehman został powołany na Mistrzostwa Świata 1934. Nie wystąpił w spotkaniu z reprezentacją Włoch przegranym 1:7. 
| Mecze i gole w reprezentacji | Mecze i gole w reprezentacji | Mecze i gole w reprezentacji | Mecze i gole w reprezentacji | Mecze i gole w reprezentacji | Mecze i gole w reprezentacji | Mecze i gole w reprezentacji |
| #                            | Data                         | Miasto                       | Przeciwnik                   | Gol                          | Wynik                        | Rozgrywki                    |
| ---------------------------- | ---------------------------- | ---------------------------- | ---------------------------- | ---------------------------- | ---------------------------- | ---------------------------- |
| 1.                           | 24.05.1934                   | Rzym                         | Meksyk                       |                              | 4:2                          | El. MŚ 1934                  |

## Sukcesy
Stix, Baer and Fuller
- National Challenge Cup (3): 1933, 1934, 1935
- Finał National Challenge Cup (3): 1932, 1936, 1937
- League Championship (3): 1933, 1934, 1935